# Застава аутомобили
Застава аутомобили је био српски произвођач аутомобила из Крагујевца. Најпознатији модели аутомобила које је произвела ова фабрика су фића, тристаћ, застава 101, југо и флорида. Рођенданом фабрике „Застава" сматра се 26. август 1953. године. Тада је у фабрици расписан референдум да се добит усмери у развој аутомобилске индустрије. Више од 96% запослених је подржало предлог и након тога је расписан референдум за избор најповољнијег понуђача и најквалитетнијег возила. На конкурсу је учествовало осам угледних произвођача аутомобила, међу којима су били Рено из Француске, Вилис из САД, Остин и Ровер из Енглеске, Фијат и Алфа Ромео из Италије.

## Историја фабрике
Фабрика је почела са производњом 1940. године, када је за потребе Југословeнске војске произведено 400 камиона „шевролет“. Производња је настављена 1953. године када је у крагујевачкој фабрици укупно произведено 162 возила. Били су то џипови марке „вилис оверланд”.

### 1950те и 60те
Уговор о откупу лиценце са Фијатом потписан је 12. августа 1954. године, а три месеца касније почела је монтажа првих возила модела "АР-55","1400 БЈ" и "1100 Б".
Производња аутомобила „застава 750", популарнијег под називом „фића“ почела је 1955, а престала је 30 година касније. „Фића“ је развијен на бази "фијата 600 Д", са моторима од 600 и 750 кубика. „Фића“ одиграо је пресудну улогу у развоју аутомобилске индустрије у тадашњој Југославији. Укупно је произведено 923.487 „фића“. Између 1960. и 1962. Застава је произвела 613 примерака Фијата 1800/2100/2300, као замену за застарели модел 1400 БЈ. Поред „фиће“ Застава је од 1961. године почела да производи и "заставу 1300" (популарног "тристаћа") на основу италијанског „Фијата 1300". Укупно је до 20. децембра 1979. године произведено 201.160 „тристаћа“. Нова фабрика аутомобила је пуштена у погон 6. јула 1962. Године 1968. производни капацитети фабрике проширени су на 85.000 возила годишње. Тиме је завршена прва фаза развоја ове фабрике аутомобила. Тада је Застава имала седам фабрика, пет у Крагујевцу и по једну у Македонији и на Космету.
Године 1961. Застава у оквиру своје фабрике аутомобила почиње производњу по лиценци лаког камиона Фиат 615, а годину дана касније и самостално развијене верзије Застава 620Б која је била доступна са различитим надградњама, сходно намени.

### 70-е
Производња првог сопственог возила средње класе, „заставе 101" почела је 15. октобра 1971. године и у нешто измењеном издању производио се до 2008. Милионити „кец“ произведен је 1991. године, а рекордна годишња производња била је 1979. када је са монтажних трака сишло 88.918 „стојадина“.

### 80-е
Серијска производња "заставе 128" популарне "осмице" почела је 1980. Укупно је произведено око 230.000 ових возила. „Застава 128" извозила се у расклопљеном стању у Египат а извоз је после вишегодишњег застоја поново обновљен фебруара 2006. са контингентом од 480 „осмица“.
Први аутомобил развијен потпуно самостално био је „југо 45", израђен је ручно 2. октобра 1980. године. „Југо“ се у досадашњем периоду производње производио са моторима снаге од 45, 55, 60 и 65 коњских снага, запремине од 1000 и 1100 кубика. „Југо“, иначе поред „фиће“ најпопуларнији Заставин модел у нешто измењеном издању производи се до 2008. под именом „корал 1.1“ и „корал ин“. „Југо“ је једини Заставин модел који има и кабриолет верзију. До 2000. године произведено је више од 750.000 ових возила. Овај аутомобил се између осталог извозио и у САД. Први „југо 55 ГВ“ за извоз у САД произведен је 9. септембра 1985. године а укупно је у ову земљу извезено 141.511 „југа“.
Модел "флорида" јавности је први пут представљен 1987. године а први овакав аутомобил сишао је са монтажних трака 2. октобра 1988. године и производио се све до 2008. Последњи модели „флориде“ производили су се под именом „флорида ин“ са мотором запремине 1300 кубика. До 2000. године произведено је тек негде око 25.000 „флорида“. Постојала је и верзија флориде са Пежоовим дизел мотором запремине 1.4 литара.
Од 1988. до 1994. године у Застави се производио и југо „уно“ базиран на истоименом „фијатовом“ моделу и у том периоду крагујевачка фабрика произвела је свега 2.620 ових возила.
Рекордна је била 1989. година када је у сопственом производном програму и индустријској корпорацији произведено 220.000 возила. Застава је тада имала 53.337 запослених а у њену производњу било је укључено 280 предузећа из 130 градова тадашње Југославије.

### 90-е и 2000-е
Распад СФРЈ и економске санкције међународне заједнице, у периоду од 1992. до 1995. године представљају најтежи период у историји крагујевачке фабрике аутомобила. У циљу стварања мешовитог предузећа кроз сарадњу са неким већим произвођачем аутомобила, Застава активно преговара са неколико светских произвођача, међу којима су француски ПСА и Рено, као и јужнокорејски Даеву. Коначно се концентрише на преговоре за производњу новог модела марке Пежо. После вишегодишње стагнације, 1998. године долази до постепеног оживљавања производње и продаје, међутим такав тренд, као и предвиђено потписивање уговора са Пежоом, заустављени су 1999. године када је у бомбардовању разрушено готово 160.000 m² производних површина. Септембра исте године на обновљеним производним линијама са трака силазе први аутомобили када је обновљен и производни капацитет од 50.000 аутомобила годишње. Тај обим производње до данас није постигнут. Застава данас производи око 10.000 возила годишње и још увек је најпродаванији аутомобил у Србији. Осим аутомобила са локално произведеним моторима, са Заставиних трака силазе и Заставини модели са Пежоовим моторима, а у току је и развој пројекта модела Флорида са Пежоовим дизел-мотором. Нова нада за опоравак фабрике је уговор са „Фијатом“ потисан 2005. године о склапању и освајању производње модела "пунто" под називом "застава 10". Џенерал моторс и Застава су 2007. потписали су уговор о склапању Опел астре у Крагујевцу.
Застава је до данас произвела више од 4.100.000 возила од којих је 650.000 извезла у 76 земаља света.

## Путничка возила
Убрзо након одлуке да се крене у аутоиндустрију (1953), Застава договара лиценцу са Фијатом за возила Фијат 1400БЈ и крајем 1954. године почиње да склапа прва возила под именом Застава 1400 БЈ, додуше у мањим бројевима због високе цене и малог тржишта за овај тада луксузни аутобомобил и производња престаје 1961.
На Сајму аутомобила у Женеви 1955. године, излази Фијат са моделом 600 (21 КС). Застава показује интересовање и брзо договарају лиценцу за производњу у Југославију. Те 1955. године је изашло 25 возила из фабричких погона у Крагујевцу.Застава је на почетку монтирала делове увезене из Италије. То је трајало до 1962. кад Фијат даје Застави комплетну производњу и добија име Застава 750. Овај дуговечни модел био је у производњи све до 1985. године. У том периоду је излазио у разним варијантама, последњи међу њима је модел 850 (32 КС). Био је прекретница јер је ово први модел који је ушао у масовну производњу и формирао Заставу као водећег аутомобилском произвођача у Југославији. Са овим возилом, при пут су се инжењери упознали са својом производњом.
Шездесетих година се обогаћује понуда. Већ од 1960. излази излази Застава 1100Е. Међутим, у том периоду Застава жели нов модел. Договара са Фијатом још једну лиценцу за модел 1300 који те 1961. креће у монтажу из делова тада увезених из Италије. Модел 1300 заједно са са моделом 750 носили су Заставу кроз шездесете. Модел 750 је био раднички а 1300 луксузни аутомобил. Убрзо, 1970. године, појављује се појачана варијанта овог возила као Застава 1500 (70 КС) са, најпре, унапређеним кочењем. Иако популаран због раскошног изгледа, ово возило ће брзо пасти у сенку новог модела Застава 125пз (1970) а поготово Заставе 101 (1971).
Фијат, Застава и пољски ФСО договарају (1969) сарадњу око новог возила. Фијат даје Пољацима лиценцу за нови модел 125пз, Застава даје делове док Застава такође добија право на овај модел под именом Застава 125пз а ФСО производи Заставу 1100.
Крајем шездесетих се у Фијату разматрају будући модели. Једна од варијанти је хечбек од кога се одустаје. У том моменту, Застава има само моделе 750 и 1100 међу путничким возилима и жели да добије нову лиценцу. Фијат уступа одбијен модел Застави која се спрема за његову производњу. На Београдском сајму аутомобила 1971. године излази нови модел под именом Застава 101 и следеће године излазе модели 101 Стандард и 101 Де Лукс (касније 101 Л). Од 1979. излази нова група варијанти модела 101 под именима 101 С, 101 Конфорт, 101 Медитеран а напајани су моторима са 1.3л 73КС и 1.1л 55КС да би 1983. изашао 101 ГТЛ са новим браницима. У међувремену, Фијат завршава производњу свог модела 128 и уступа Застави сву опрему и документацију те од 1980. излази Застава 128, близак сродник модела 101.
Нови модели „Заставе 101” су се производили све до средине 1983, када су их заменили модели који су имали доста измена, преузетих из модела Застава 128. Бројне измене захтевале су и ново име модела па је тада основни модел понео име Застава 101 GT, а побољшани модел Застава 101 GTL. Оба модела су се производила са моторима од 1.100 и 1.300 кубика, односно са 55 и 65 KS, па су у према јачини мотора носили и ознаку GT/GTL 55/65.
Ови модели са краја шездесетих су с почетка осамдесетих заморили тржиште те је Застава већ радила на новом моделу. На томе су већ 1975. радили инжењери Заставе. Они су добили техничку документацију Фијата 127, но одлучују се да не производе тај модел већ на њему да развијају свој. Возило добија радни назив Застава 102. Након више прототипа, на Београдском сајму аутомобила излази модел Застава Југо 45 (45 КС) и полако улазе у производњу. На Сајму 1983. излазе Југо 45Л, Југо 55 и Југо 55Л. Следеће године шаљу Југо 55Л на пробе за извоз у САД. Застава је претходно извозила у скоро све европске земље.
У тренутку када је Југо тек ушао у производњу, кренуло се 1983. године у развој новог возила под радним именом Застава 103. Пуна искуства, Застава је вољна да развија свој модел без лиценце али уз подршку Фијата. Како Застава није имала свој мотор, обратили су се Фијату који их испрва одбија. Након контакта са Нисаном, Застава добија потврду од Фијата да може да користи њихов мотор из модела Фијат Уно. Обликовање возила је радио Италдизајн, највећа таква фирма у Европи. Ауто је планиран за извоз у Европу. 
Будућност производње Застава је видела у развоју око Флориде. Модел Застава 104 је био у плану као Флорида у седан варијанти. Но, читав развој је обустављен политичком кризом и економским санкцијама, чиме је Застава тешко рањена.
Године 2000. Застава креће у опоравак. Излази друга генерација камиона Застава Ривал док је Флорида рестилизована и изашла у облику модела Застаа Флорида Ин. Две године касније и Југо Корал Ин излази као улепшана варијанта модела.

## Аутобуси
Већ од педесетих, Застава развија програм производње аутобуса. Добија лиценцу за камионе 615Б и почиње развој своје варијанте камиона 620Б који излази и у форми аутобуса. У том периоду, 1959. године, Застава убацује у свој програм комби 1100Т који има неколико варијанти, носивости 1,1 тоне. Овај комби је појачан 1964. године јачим мотором са 45 КС. 
Седамдесетих година Застава има јаку конкуренцију у виду фабрике ИМВ те приказује нов модел 1300Т са мотором од 1.3л. Четри године касније, 1977. иде корак даље и излази Застава 1500 Т са мотором од 1500 кубика и 55 КС. У међувремену, наставља своју традицију комбија те 1970. купује лиценцу за Фијат 600Т. Овај модел је престао са производњом 1968. те је Застава преузела комплетну производњу са опремом. На основи овога, изашли су модели 430, 435, 850 и 900 а подваријанте су 430 Ф, 430 К, 430 ТР, 430 Л, 435 Ф, 435 К, 435 Т, 435 ФП, 435 ФМ, 435 С, 850 АФ, 850 АК, 850 АТ, 850 АП, 850 АФП, 850 АФМ, 850 АС, 900 АФ, 900 АК, 900 АТ, 900 АП, 900 АФП, 900 АФМ, 900 АС и 900 АЛ.
На тржишту аутобуса, Застава је имала ФАП, ТАМ, ИМВ као конкуренцију.
У Мостару је Застава сарађивала са фирмом ХерцеговинаАуто која је сервисирала Заставина возила. Средином седамдесетих крећу у монтажу Заставиних минибусева те излази серија модела имена Неретва 16, Неретва 23 и Неретва 26. У Скопљу се склапа Застава Санос 7Т туристички аутобус.
Са развојем теретних возила, Ивеко се отвара и за развој минибусева. Од осамдесетих је у производњи камион Застава Ривал, касније Застава НТР а уз њега и минибус варијанта Застава НТР минибус.
Застава је седамдесетих приказала и експериментална возила 430 кабриолет и 430 кампер. Ова никад нису ушла у производњу.

## Теретна возила
Од самог почетка, већ 1955. године, Застава улази у територију теретних возила и покреће производњу лаког камиона по Фијатовој лиценци, Застава 615(615Б, 38 КС бензински, 615 Д, 40КС дизелски мотор). На бази овог, Застава развија модел 620Б са већом носивошћу. У том периоду, Застава пушта на тржиште и сопствену варијанту овог камиона под именом Застава 616.
Застава оснива предузеће имена Фабрика привредних возила Застава 1969. године за производњу теретних возила. Ускоро добија лиценцу фирме ОМ из Бреше (ускоро постаје Ивеко) и производи њихове моделе под именом Застава 635 и Застава 640, познати као Застава Зета, чиме улази на тржиште камиона средње тежине. Сарадња са Ивеком осамдесетих година функципнише са успехом те италијанска страна, узгред сувласник Фабрике привредних возила Застава, повећава размену технологије и Застава нуди више варијанти овог модела. Зета излази са моделом са турбопуњачем по чему и модел добија име Турбозета.
У то време, 1987. године, Застава у сарадњи са Ивеком приказује свој нови модел Застава Ривал (Ивеко Дејли) чије делове ће увозити до 1990. године кад Ивеко излази са другом генерацијом (који ће касније уступити Застави) и уступити их Застави откад потпуно контролише производњу Ривала. Политичка криза и економске санкције озбиљно су оштетиле рад фабрике. Стога се на нови модел чекало 2000. кад излази Застава НТВ (Нови Турбо Ривал), друга генерација Ривала, са продуженом кабином, кровом, као и у форми минибуса.

## Преузимање од стране Фијата
Застава 21. новембра 2008. године престаје да постоји, име се мења у ФАС (Фијат аутомобили Србија), прекинута је производња Заставиних модела.